# Чемпіонат Європи з боксу серед жінок 2001
I Чемпіонат Європи з боксу серед жінок відбувся 10 - 14 квітня 2001 року в Сент-Аман-лез-О  у Франції.
Бої проходили у 11 вагових категоріях. У чемпіонаті взяло участь 178 боксерок, що представляли 14 національних федерацій. Збірна України була представлена у 6 категоріях: Оксана Івасіва, Тетяна Лебедєва, Вікторія Руденко, Вікторія Гудкова, Анна Шевченко, Ірина Корабельникова. З семи проведених на чемпіонаті поєдинків на рахунку українських боксерок лише одна перемога, при цьому Ірина Корабельникова, програвши бій, все-одно отримала бронзову медаль через те, що в її ваговій категорії були заявлені лише чотири учасниці.

## Медалісти
| Категорія: | Золото:             | Срібло:            | Бронза:                                 |
| До 45 кг   | Орія Махмуд         | Марія Нарожник     | Олена Сабітова Гулія Ергун              |
| До 48 кг   | Гулія Шахін         | Ванесса Берте      | Рита Такач Елеферія Палеологу           |
| До 51 кг   | Хасіб Озер          | Дагмар Кох         | Вікторія Мило Вікторія Усатенко         |
| До 54 кг   | Олена Карпачьова    | Одрі Гарсія        | Камілла Мюнстерхельм Калліопі Гейтсідоу |
| До 57 кг   | Генріетта Біркеленд | Жужана Жукнаї      | Галина Радіонова Камілла Карлсон        |
| До 60 кг   | Тетяна Чалая        | Єлена Хайди        | Марина Чатзопоуло Насера Багдад         |
| До 63.5 кг | Міріам Ламар        | Ніколетта Гавка    | Єва Вальстрем Юлія Немцова              |
| До 67 кг   | Ірина Синецька      | Естер Дюран        | Івет Пружинськи Ганне Рахола            |
| До 71 кг   | Ольга Славинська    | Нурхаят Ничакмазер | Аніта Душа Емілі Куенін                 |
| До 75 кг   | Світлана Андреєва   | Анна Лорелл        | Ірина Корабельникова Мехтап Бакис       |
| До 91 кг   | Ольга Домуладжанова | Стефані Боф        |                                         |

## Медальний залік
| Медальний залік |           |        |        |        |       |
| Місце           | Держава   | Золото | Срібло | Бронза | Разом |
| 1               | Росія     | 6      | 0      | 4      | 10    |
| 2               | Франція   | 2      | 4      | 2      | 8     |
| 3               | Туреччина | 2      | 1      | 2      | 5     |
| 4               | Норвегія  | 1      | 0      | 0      | 1     |
| 5               | Угорщина  | 0      | 2      | 4      | 6     |
| 6               | Греція    | 0      | 1      | 3      | 4     |
| 7               | Швеція    | 0      | 1      | 1      | 2     |
| 8               | Німеччина | 0      | 1      | 0      | 1     |
| 8               | Молдова   | 0      | 1      | 0      | 1     |
| 10              | Фінляндія | 0      | 0      | 3      | 3     |
| 11              | Україна   | 0      | 0      | 1      | 1     |
| Разом           | 11 держав | 11     | 11     | 20     | 42    |